# Liste auf den Cookinseln vorhandener Dampflokomotiven
Dies ist eine Liste erhaltener Dampflokomotiven auf dem Gebiet der Cookinseln.

## Schmalspurlokomotiven 750 mm
| Foto | Nummer oder Name | Bauart / Achsfolge | Hersteller                  | Fabrik- nr. | Baujahr | Historie | Eigentümer / Betreiber / Strecke | Standort  | Bemerkungen                       |
| ---- | ---------------- | ------------------ | --------------------------- | ----------- | ------- | -------- | -------------------------------- | --------- | --------------------------------- |
|      | PKP Px48-1741    | D                  | Fabryka Lokomotyw, Chrzanów | 2126        | 1951    |          |                                  | Rarotonga | Privatlokomotive eines Liebhabers |